# العلاقات الدومينيكانية الجنوب سودانية
العلاقات الدومينيكانية الجنوب سودانية هي العلاقات الثنائية التي تجمع بين جمهورية الدومينيكان وجنوب السودان.

## مقارنة بين البلدين
هذه مقارنة عامة ومرجعية للدولتين:
| وجه المقارنة                                              | جمهورية الدومينيكان | جنوب السودان                  |
| --------------------------------------------------------- | ------------------- | ----------------------------- |
| المساحة (كم2)                                             | 48.67 ألف           | 619.75 ألف                    |
| عدد السكان (نسمة)                                         | 10.40 مليون         | 12.58 مليون                   |
| الكثافة السكانية (ن./كم²)                                 | 213.68              | 20.3                          |
| العاصمة                                                   | سانتو دومينغو       | جوبا                          |
| اللغة الرسمية                                             | اللغة الإسبانية     | لغة إنجليزية                  |
| العملة                                                    | بيزو دومنيكاني      | جنيه جنوب سوداني، جنيه سوداني |
| الناتج المحلي الإجمالي (بليون دولار)                      | 75.93 مليار         | 2.90 مليار                    |
| الناتج المحلي الإجمالي (تعادل القوة الشرائية) بليون دولار | 149.89 مليار        | 22.88 مليار                   |
| الناتج المحلي الإجمالي الاسمي للفرد دولار أمريكي          | 6.47 ألف            | 73                            |
| الناتج المحلي الإجمالي للفرد دولار أمريكي                 | 13.26 ألف           | 2.02 ألف                      |
| مؤشر التنمية البشرية                                      | 0.715               | 0.467                         |
| رمز المكالمات الدولي                                      | +1809، +1829، +1849 | +211                          |
| رمز الإنترنت                                              | .do                 | .ss                           |
| المنطقة الزمنية                                           | 00                  | ت ع م+03:00                   |

## منظمات دولية مشتركة
يشترك البلدان في عضوية مجموعة من المنظمات الدولية، منها:
| علم المنظمة | اسم المنظمة                        | تاريخ انضمام جمهورية الدومينيكان | تاريخ انضمام جنوب السودان |
| ----------- | ---------------------------------- | -------------------------------- | ------------------------- |
|             | الاتحاد البريدي العالمي            | ?                                | ?                         |
|             | يونسكو                             | 4 نوفمبر 1946                    | 27 أكتوبر 2011            |
|             | البنك الدولي للإنشاء والتعمير      | 18 سبتمبر 1961                   | 18 أبريل 2012             |
|             | وكالة ضمان الاستثمار متعدد الأطراف | 7 مارس 1997                      | 18 أبريل 2012             |
|             | مؤسسة التمويل الدولية              | 31 أكتوبر 1961                   | 18 أبريل 2012             |
|             | منظمة الشرطة الجنائية الدولية      | ?                                | ?                         |
|             | الأمم المتحدة                      | 24 أكتوبر 1945                   | 14 يوليو 2011             |
|             | مؤسسة التنمية الدولية              | 16 نوفمبر 1962                   | 18 أبريل 2012             |

## وصلات خارجية
- موقع وزارة الخارجية الجنوب سودانية